# Leichtathletik-Europameisterschaften 1978/110 m Hürden der Männer

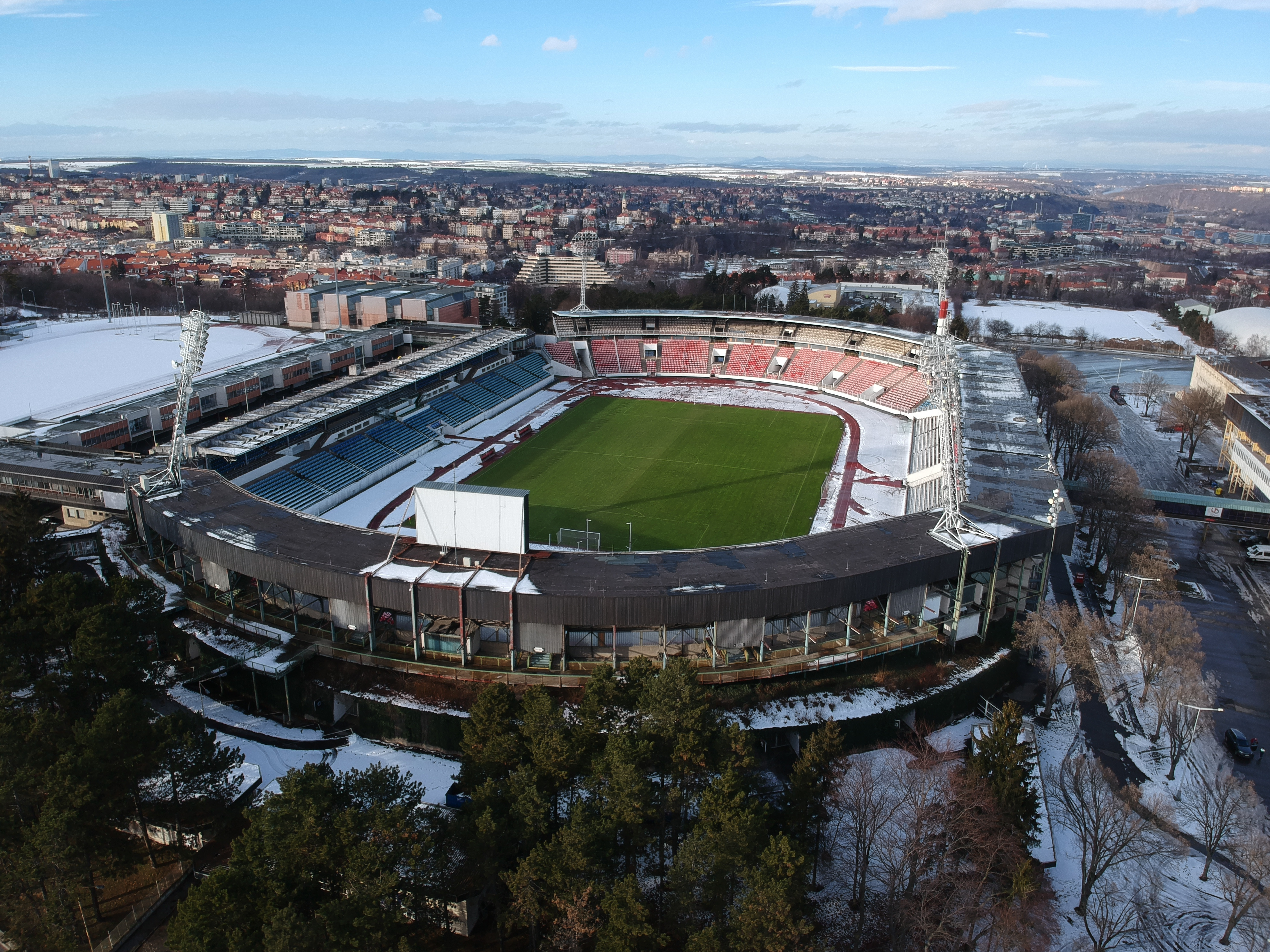
Das Stadion Evžena Rošického von Prag im Jahr 2009

Der 110-Meter-Hürdenlauf der Männer bei den Leichtathletik-Europameisterschaften 1978 wurde vom 1. bis 3. September 1978 im Stadion Evžena Rošického von Prag ausgetragen.
Europameister wurde Thomas Munkelt aus der DDR. Den zweiten Platz belegte der Pole Jan Pusty. Bronze ging an den Finnen Arto Bryggare.

## Bestehende Rekorde
| Weltrekord           | 13,21 s | Alejandro Casañas | Sofia, Bulgarien          | 21. August 1977   |
| Europarekord         | 13,28 s | Guy Drut          | Saint-Étienne, Frankreich | 29. Juni 1975     |
| Meisterschaftsrekord | 13,40 s | Guy Drut          | EM Rom, Italien           | 8. September 1974 |

Der bestehende EM-Rekord wurde bei diesen Europameisterschaften nicht erreicht. Die schnellste Zeit erzielte Europameister Thomas Munkelt aus der DDR im ersten Halbfinale bei einem Gegenwind von 0,4 m/s mit 13,50 s, womit er genau eine Zehntelsekunde über dem Rekord blieb. Zum Europarekord fehlten ihm 22 Hundertstelsekunden, zum Weltrekord 29 Hundertstelsekunden.

## Legende
Kurze Übersicht zur Bedeutung der Symbolik – so üblicherweise auch in sonstigen Veröffentlichungen verwendet:
| DNF | Wettkampf nicht beendet (did not finish) |

## Vorrunde
1. September 1978, 17:00 Uhr
Die Vorrunde wurde in drei Läufen durchgeführt. Die ersten fünf Athleten pro Lauf – hellblau unterlegt – sowie der darüber hinaus zeitschnellste Läufer – hellgrün unterlegt – qualifizierten sich für das Halbfinale. Das heißt, nur drei Teilnehmer schieden aus, einer im ersten und zwei im zweiten Vorlauf.

### Vorlauf 1
Wind: +0,7 m/s
| Platz | Name             | Nation           | Zeit (s) |
| ----- | ---------------- | ---------------- | -------- |
| 1     | Wiktor Mjasnikow | Sowjetunion      | 13,76    |
| 2     | Arto Bryggare    | Finnland         | 13,83    |
| 3     | Romuald Giegiel  | Polen            | 13,97    |
| 4     | Javier Moracho   | Spanien          | 14,15    |
| 5     | Július Ivan      | Tschechoslowakei | 14,22    |
| 6     | Petar Vukicevic  | Jugoslawien      | 14,25    |

### Vorlauf 2
Wind: −0,3 m/s
| Platz | Name              | Nation           | Zeit (s) |
| ----- | ----------------- | ---------------- | -------- |
| 1     | Thomas Munkelt    | DDR              | 13,62    |
| 2     | Giuseppe Buttari  | Italien          | 13,81    |
| 3     | Eduard Perewersew | Sowjetunion      | 13,86    |
| 4     | Dieter Gebhard    | BR Deutschland   | 14,05    |
| 5     | Mark Holtom       | Großbritannien   | 14,12    |
| 6     | Juan Lloveras     | Spanien          | 14,17    |
| 7     | Jiří Čeřovský     | Tschechoslowakei | 14,36    |

### Vorlauf 3
Wind: ±0,0 m/s
| Platz | Name                    | Nation           | Zeit (s) |
| ----- | ----------------------- | ---------------- | -------- |
| 1     | Jan Pusty               | Polen            | 13,81    |
| 2     | Wjatscheslaw Kulebjakin | Sowjetunion      | 13,95    |
| 3     | Berwyn Price            | Großbritannien   | 14,00    |
| 4     | Borislav Pisić          | Jugoslawien      | 14,02    |
| 5     | Petros Evripidou        | Griechenland     | 14,11    |
| 6     | Petr Čech               | Tschechoslowakei | 14,13    |

## Halbfinale
2. September 1978, 17:20 Uhr
In den beiden Halbfinalläufen qualifizierten sich die jeweils ersten vier Athleten – hellblau unterlegt – für das Finale.

### Lauf 1
Wind: −0,4 m/s
| Platz | Name              | Nation           | Zeit (s) |
| ----- | ----------------- | ---------------- | -------- |
| 1     | Thomas Munkelt    | DDR              | 13,50    |
| 2     | Giuseppe Buttari  | Italien          | 13,74    |
| 3     | Eduard Perewersew | Sowjetunion      | 13,78    |
| 4     | Romuald Giegiel   | Polen            | 13,97    |
| 5     | Borislav Pisić    | Jugoslawien      | 14,01    |
| 6     | Javier Moracho    | Spanien          | 14,16    |
| 7     | Petr Čech         | Tschechoslowakei | 14,20    |
| 8     | Mark Holtom       | Großbritannien   | 14,27    |

### Lauf 2
Wind: ±0,0 m/s
| Platz | Name                    | Nation           | Zeit (s) |
| ----- | ----------------------- | ---------------- | -------- |
| 1     | Jan Pusty               | Polen            | 13,75    |
| 2     | Arto Bryggare           | Finnland         | 13,78    |
| 3     | Wjatscheslaw Kulebjakin | Sowjetunion      | 13,94    |
| 4     | Dieter Gebhard          | BR Deutschland   | 13,95    |
| 5     | Berwyn Price            | Großbritannien   | 14,01    |
| 6     | Petros Evripidou        | Griechenland     | 14,16    |
| 7     | Július Ivan             | Tschechoslowakei | 14,29    |
| DNF   | Wiktor Mjasnikow        | Sowjetunion      |          |

## Finale

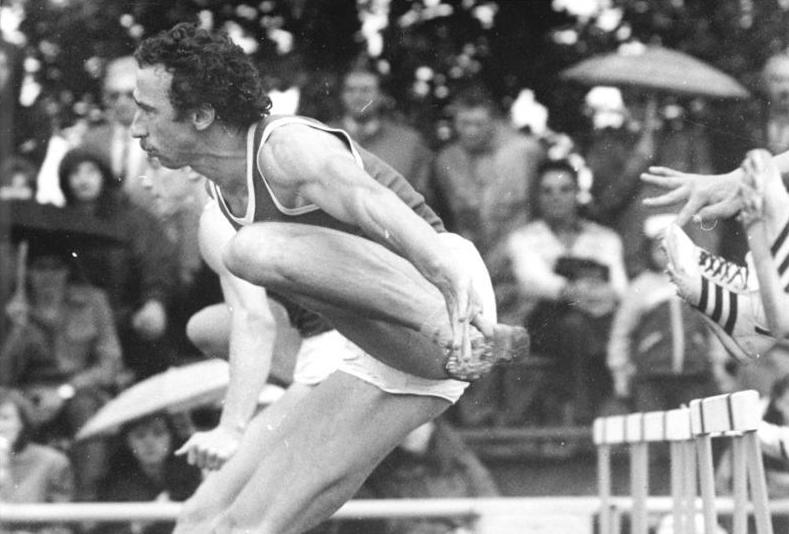
Thomas Munkelt, EM-Vierter von 1974 und Olympiafünfter von 1976, wurde Europameister – 1980 gewann er olympisches Gold, 1982 verteidigte er seinen Titel als Europameister
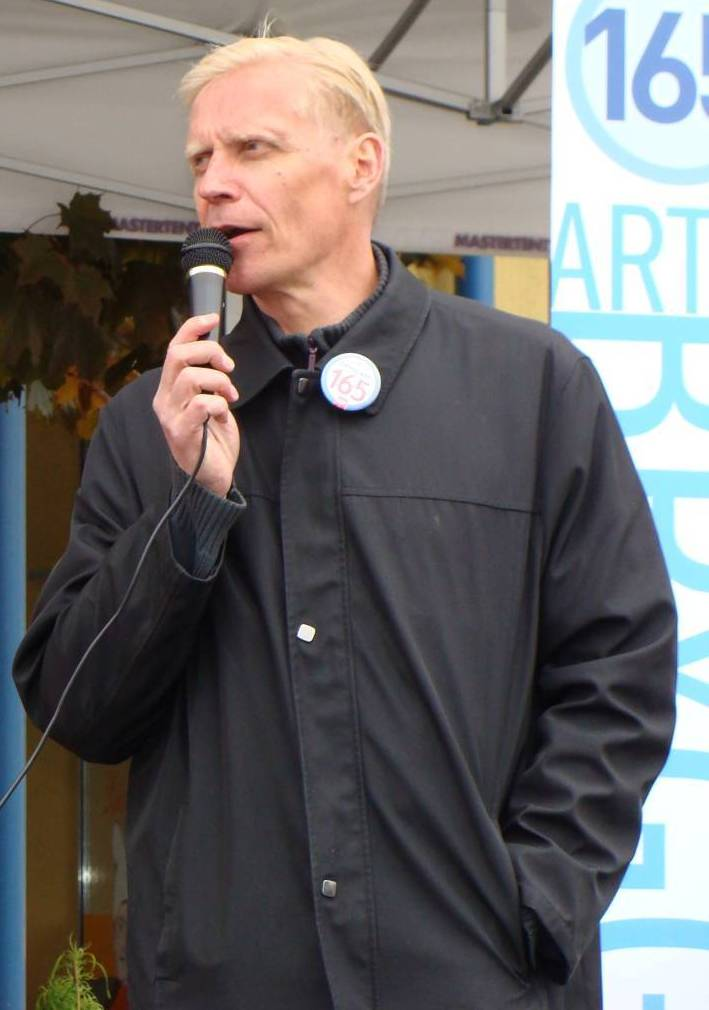
Bronzemedaillengewinner Arto Bryggare (auf dem Foto im Jahr 2009) – hier am Beginn einer erfolgreichen Karriere mit unter anderem zwei weiteren EM-Medaillen (Bronze 1982, Silber 1986) sowie Olympiabronze 1984

3. September 1978
Wind: −0,5 m/s
| Platz | Name                    | Nation         | Zeit (s) |
| ----- | ----------------------- | -------------- | -------- |
| 1     | Thomas Munkelt          | DDR            | 13,54    |
| 2     | Jan Pusty               | Polen          | 13,55    |
| 3     | Arto Bryggare           | Finnland       | 13,56    |
| 4     | Giuseppe Buttari        | Italien        | 13,78    |
| 5     | Eduard Perewersew       | Sowjetunion    | 13,83    |
| 6     | Wjatscheslaw Kulebjakin | Sowjetunion    | 13,90    |
| 7     | Romuald Giegiel         | Polen          | 13,91    |
| 8     | Dieter Gebhard          | BR Deutschland | 13,94    |